# Abordage

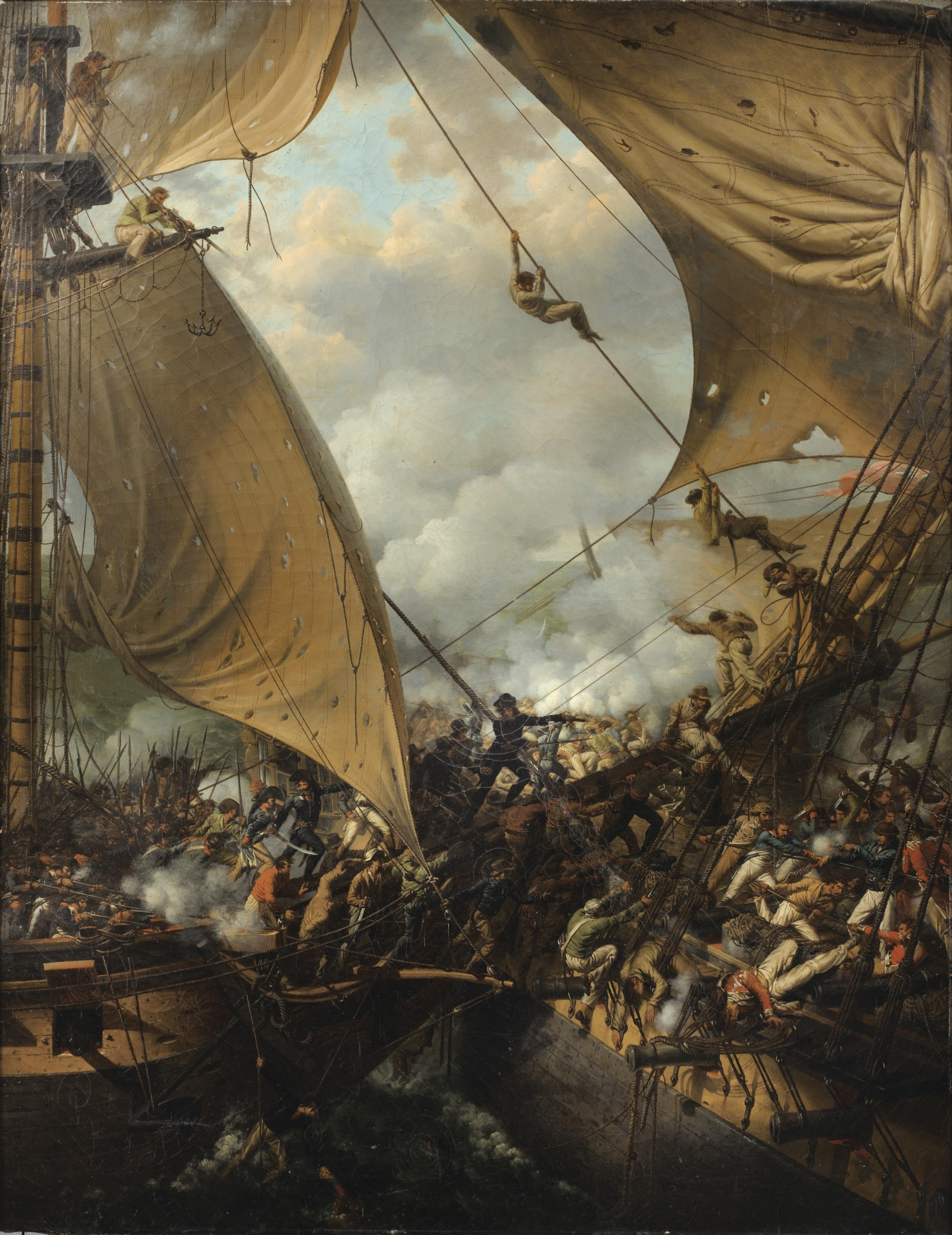
Représentation probable de l'abordage et de la prise par la corvette française La Bayonnaise de la frégate anglaise L'Embuscade en 1798.

L’abordage (terme dérivé du mot « bord ») désigne à l'origine la collision accidentelle entre deux navires puis le choc que deux navires subissent en entrant en collision, généralement sur le côté (le bord) au moins de l'un d'eux. On distingue l'abordage volontaire et involontaire. Dans le premier cas (belligérants), la tactique militaire distingue :
- l'abordage en belle : navires s'amarrant bord à bord ;
- l'abordage de franc-étable : le navire attaquant présente son avant (étrave ou éperon) au navire ennemi.

## Histoire

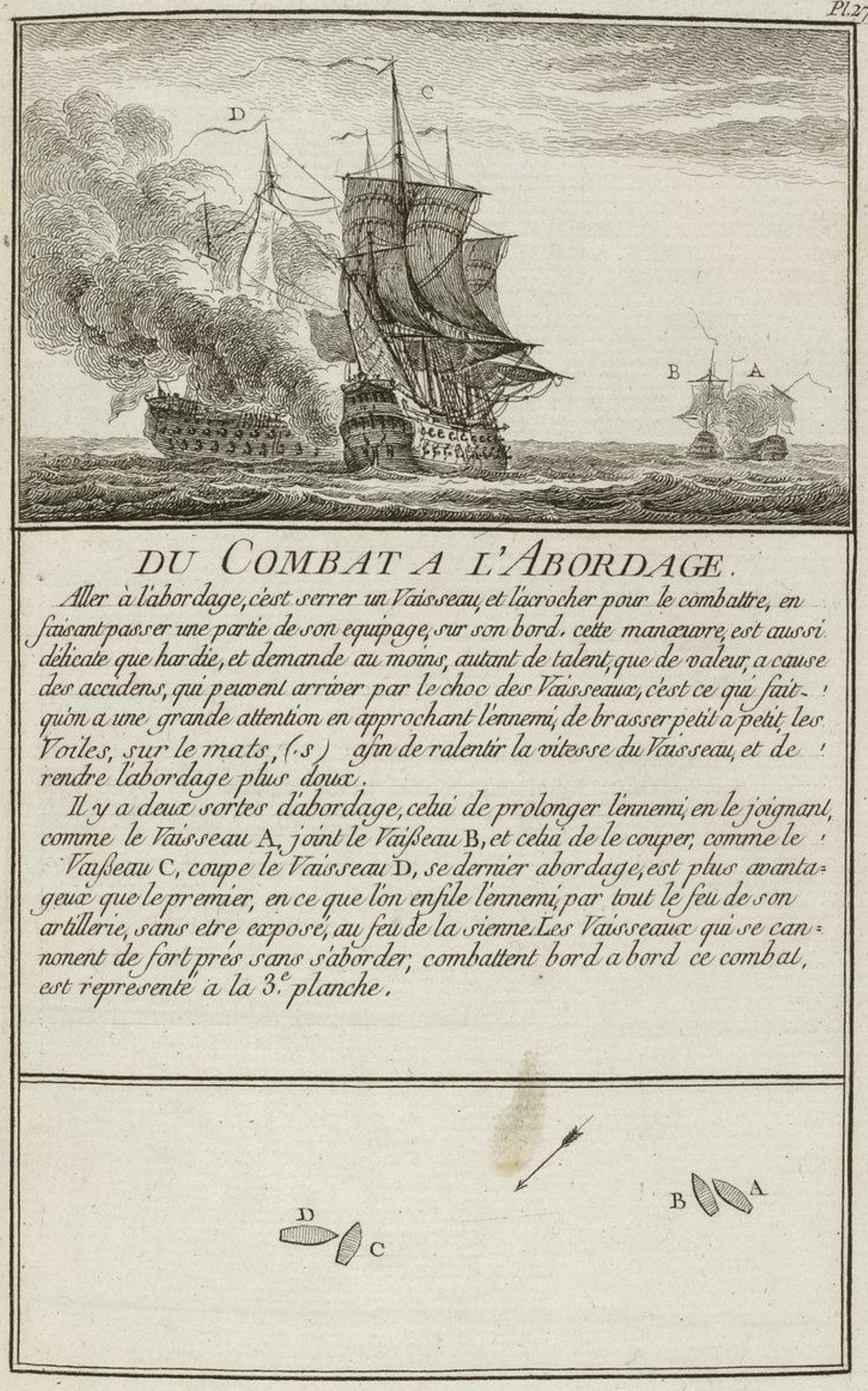
Représentation d'un combat à l'abordage par Nicolas Ozanne vers 1760.

Il apparaît dès l'Antiquité dans les combats de galères armées d'éperons. Il est souvent précédé d'un tir d'armes de jet telles que le harpax. Il est évident que, dans ce cas, des dommages (avaries) plus ou moins importants peuvent en résulter, pouvant entraîner, notamment, le naufrage de l'un ou des deux navires. Les pirates l'utilisaient pour s'approprier un navire plus puissant et saborder le leur. Il décline avec la stratégie de la « ligne de bataille », et l'usage de la torpille.
Le règlement international pour prévenir les abordages en mer (Colreg) est un ensemble des règles internationales de navigation à respecter en mer (signalisation, manœuvres, veille, etc.).
Par extension, l’abordage désigne l'action finale dans un combat naval où les deux navires étant côte à côte, les équipages passent d'un bord à l'autre afin de s'assurer de la domination de l'adversaire. Exemple : l'abordage et la prise de la frégate britannique HMS Ambuscade par la corvette française la Bayonnaise le 14 décembre 1798,.
Par analogie, le Bureau d'enquêtes et d'analyses pour la sécurité de l'aviation civile appelle « abordage » la collision en vol entre deux aéronefs.
Ordonner « pas de quartier » avant un abordage signifie tuer tous les ennemis, sans faire d'otages. Ces derniers (soldats ou marins), au temps de la piraterie, pouvaient racheter leur liberté en versant un quart de leur solde en guise de rançon.
A l'ère moderne, les militaires et forces de sécurité anglophones utilise le terme Visit, board, search, and seizure (en) (VBSS) pour un arraisonnement en vue d'inspecter un navire.

## Droit français
L'article L. 4131-1 du code des transports définit l'abordage comme étant la collision ou le choc entre navires en navigation intérieure.